# Abstandsfläche
Als Abstandsfläche (auch Bauwich) werden im deutschen Bauordnungsrecht die Flächen vor Bauwerken bezeichnet, die von Bebauung freizuhalten sind.
Gründe für Abstandsflächen sind ausreichende Belichtung, Belüftung, Brandschutz und der Sozialabstand zwischen benachbarten Gebäuden.

## Allgemeines
Der Begriff „Gebäudeabstand“ beschreibt, mit welchem Mindestabstand zwei Gebäude errichtet werden müssen. Der Begriff „Grenzabstand“ definiert, wie nahe ein Gebäude an die Grundstücksgrenze heran gebaut werden darf. Der Abstand wird horizontal gemessen. Das Errichten von Bauwerken auf Abstandsflächen in Nähe oder ohne Abstand zur Grundstücksgrenze wird auch als Grenzbebauung bezeichnet.

## Rechtsfragen
In Deutschland liegt das Bauordnungsrecht in der Gesetzgebungskompetenz der Bundesländer. Alle Länder haben eigene Landesbauordnungen erlassen, sodass die Regelungen von Bundesland zu Bundesland variieren. Sowohl in der Musterbauordnung (MBO) als auch in den meisten Landesbauordnungen sind die Abstandsflächen in § 6 geregelt.
Grundsätzlich sind Gebäude so auf dem Baugrundstück anzuordnen, dass die Abstandsflächen nur auf diesem liegen. Abstandsflächen dürfen sich darüber hinaus auf angrenzende öffentliche Straßen, Wege und Grünflächen erstrecken, bei beidseitig anbaubaren öffentlichen Flächen jedoch nur bis zur Mitte. Abstandsflächen müssen nicht nur beim Neubau eines Gebäudes eingehalten werden, sondern auch bei seiner Änderung. Die Einhaltung der Vorschriften ist in der Genehmigungsplanung nachzuweisen.
So kann bei einem zunächst unter Bestandschutz stehenden Gebäude, bei welchem die Abstandsflächen nicht eingehalten werden, eine bauliche Änderung oder sogar die alleinige Nutzungsänderung zum Verlust des Bestandsschutzes führen. Eine Anpassung des Abstandsflächenrechts an die Verschiebung der Bautätigkeit in den Gebäudebestand hat in einigen Bundesländern (bspw. Brandenburg) dazu geführt, dass Überschreitungen der aktuellen Abstandsflächenregelung bei rechtmäßig errichteten Gebäuden auch bei deren Änderung nicht den Bestandsschutz erlöschen lassen.
Wird vom Nachbarn eine so genannte Abstandsflächen-Übernahmeerklärung oder auch  Abstands-Baulast unterzeichnet, so dürfen diese Flächen auch auf das Nachbargrundstück fallen. Die Übernahme von Abstandsflächen auf ein Grundstück wird im Baulastenverzeichnis vermerkt und mindert unter Umständen den Wert des Grundstückes, da dadurch seine Nutzbarkeit eingeschränkt wird.
Die Abstandsflächen werden aus den umgeklappten Außenwänden eines Gebäudes gebildet, wobei die Tiefe der Abstandsfläche um einen bestimmten Faktor reduziert wird. Die Musterbauordnung geht dabei von der Wandhöhe H aus. Zu dieser Höhe H wird die Höhe von Dachflächen bis zu einer Neigung von 70° zu einem Drittel, bei mehr als 70° Neigung voll hinzugerechnet. Die Tiefe der Abstandsfläche beträgt nach der Musterbauordnung:
| Baugebiet                           | Abstandsfläche nach MBO | Mindestabstand |
| Kerngebiete, Wohn- und Mischgebiete | 0,4 H                   | 3 m            |
| Gewerbe- und Industriegebiete       | 0,2 H                   | 3 m            |

Die einzelnen Bundesländer weichen sowohl in der Art der Ermittlung der Wandhöhe H als auch in der Faktorierung von den Vorschlägen der MBO ab. So ist in Wohn- und Mischgebieten in Nordrhein-Westfalen eine Abstandsfläche von 0,4 H, in Kerngebieten 0,4 H, in Gewerbe- und Industriegebieten 0,2 H einzuhalten. Zu öffentlichen Verkehrs-, Grün- und Wasserflächen hin gilt der Faktor 0,4 (0,25 in Kern-, Gewerbe- und Industriegebieten). Auf einer Länge von 16 m genügt gegenüber zwei Grundstücksgrenzen als Tiefe die Hälfte der erforderlichen Abstandsfläche (diese Regelung gilt nicht in Kern-, Gewerbe- und Industriegebieten). Diese auch als „Schmalseitenprivileg“ bezeichnete Reduzierung entfiel mit der Novellierung der Musterbauordnung 2002 in vielen Bundesländern, nicht jedoch in Baden-Württemberg, Bremen, Niedersachsen und Schleswig-Holstein.
Zum 1. Februar 2021 wird in Bayern in den Fällen, in denen ein Maß der Tiefe der Abstandsfläche von 1 H gilt, eine Verkürzung auf minimal 0,4, mindestens 3 m zugelassen, insbesondere, um eine Nachverdichtung zu ermöglichen. Das gilt nicht für Gemeinden mit mehr als 250 000 Einwohnern und kommt für Teile des Gemeindegebiets oder das ganze Gemeindegebiet nach gemeindlichen Ermessen in Betracht.
Bestimmte (meist kleinere) Bauwerke, wie zum Beispiel Garagen oder Gartengerätehäuschen, dürfen in den meisten Bundesländern in Abstandsflächen und ohne Abstand zur Grundstücksgrenze errichtet werden. Sie haben selbst keine Abstandsflächen.